# Verein für Bewegungsspiele Lübeck von 1919 2002-2003
Questa voce raccoglie le informazioni riguardanti il Verein für Bewegungsspiele Lübeck von 1919 nelle competizioni ufficiali della stagione 2002-2003.

## Stagione
Nella stagione 2002-2003 il Lubecca, allenato da Dieter Hecking, concluse il campionato di 2. Bundesliga all'11º posto. In Coppa di Germania il Lubecca fu eliminato al primo turno dal Duisburg.

## Rosa
| N. |                     | Ruolo | Calciatore         |
| -- | ------------------- | ----- | ------------------ |
| 1  | Germania (bandiera) | P     | Tim Cassel         |
| 2  | Germania (bandiera) | D     | Marco Zallmann     |
| 3  | Germania (bandiera) | D     | Holger Hasse       |
| 4  | Turchia (bandiera)  | D     | Serkan Rinal       |
| 5  | Germania (bandiera) | D     | Kai Achilles       |
| 7  | Germania (bandiera) | C     | Reiner Plaßhenrich |
| 8  | Germania (bandiera) | C     | Markus Kullig      |
| 9  | Germania (bandiera) | A     | Daniel Bärwolf     |
| 10 | Germania (bandiera) | C     | Oliver Schweißing  |
| 11 | Germania (bandiera) | C     | Maik Kunze         |
| 11 | Zimbabwe (bandiera) | C     | Farai Mbidzo       |
| 12 | Germania (bandiera) | C     | Heiko Petersen     |
| 13 | Polonia (bandiera)  | A     | Karol Zaborowski   |

| N. |                     | Ruolo | Calciatore       |
| -- | ------------------- | ----- | ---------------- |
| 15 | Germania (bandiera) | D     | Marco Laaser     |
| 16 | Germania (bandiera) | A     | Dennis Kruppke   |
| 17 | Germania (bandiera) | D     | Björn Arens      |
| 18 | Iran (bandiera)     | C     | Ferydoon Zandi   |
| 19 | Germania (bandiera) | A     | Timo Mäkelmann   |
| 20 | Germania (bandiera) | A     | Jens Scharping   |
| 21 | Germania (bandiera) | D     | Timo Neumann     |
| 22 | Germania (bandiera) | D     | Ibrahim Türkmen  |
| 23 | Germania (bandiera) | P     | Carsten Wehlmann |
| 27 | Germania (bandiera) | A     | Daniel Thioune   |
| 29 | Germania (bandiera) | P     | Maik Wilde       |
| 30 | Germania (bandiera) | C     | Marco Weißhaupt  |
| 40 | Germania (bandiera) | P     | Ole Oberbeck     |

## Organigramma societario
Area tecnica
- Allenatore: Dieter Hecking
- Allenatore in seconda: Dirk Bremser
- Preparatore dei portieri:
- Preparatori atletici:

## Calciomercato

### Sessione estiva
| Acquisti | Acquisti           | Acquisti       | Acquisti |
| R.       | Nome               | da             | Modalità |
| -------- | ------------------ | -------------- | -------- |
| D        | Holger Hasse       | Erzgebirge Aue |          |
| C        | Markus Kullig      | Kaiserslautern |          |
| C        | Maik Kunze         | Erzgebirge Aue |          |
| D        | Marco Laaser       | Babelsberg     |          |
| C        | Heiko Petersen     | Osnabrück      |          |
| C        | Reiner Plaßhenrich | Paderborn      |          |
| A        | Daniel Thioune     | Osnabrück      |          |
| C        | Marco Weißhaupt    | Hansa Rostock  |          |
| C        | Ferydoon Zandi     | Friburgo       |          |

| Cessioni | Cessioni              | Cessioni             | Cessioni |
| R.       | Nome                  | da                   | Modalità |
| -------- | --------------------- | -------------------- | -------- |
| C        | Jan-Uwe Gundel        | Harburger TB         |          |
| D        | George Mbwando        | Alemannia Aquisgrana |          |
| C        | Timo Schultz          | Holstein Kiel        |          |
| A        | Mustafa Turgut        | Jahn Ratisbona       |          |
| C        | Vidmantas Vysniauskas | SV Wilhelmshaven     |          |

### Sessione invernale
| Acquisti | Acquisti         | Acquisti | Acquisti |
| R.       | Nome             | da       | Modalità |
| -------- | ---------------- | -------- | -------- |
| P        | Carsten Wehlmann | Amburgo  |          |

| Cessioni | Cessioni           | Cessioni        | Cessioni |
| R.       | Nome               | da              | Modalità |
| -------- | ------------------ | --------------- | -------- |
| C        | Martin Przondziono | Preußen Münster |          |
| C        | Jiří Homola        | Wattenscheid 09 |          |

## Risultati

### 2. Bundesliga

#### Girone di andata
| Arbitro: | Meyer |

|               |           |  |
| Scharping 50’ | Marcatori |  |

| Arbitro: | Fandel |

|            |           |                                          |
| García 90’ | Marcatori | 11’ Schweißing 43’ Bärwolf 80’ Scharping |

| Arbitro: | Kinhöfer |

|                                                                  |           |  |
| Schweißing 35’ Bärwolf 40’, 51’ Mbidzo 63’ Thioune 71’ Hasse 82’ | Marcatori |  |

| Arbitro: | Keßler |

|                       |           |             |
| Zeyer 10’ Ramdane 56’ | Marcatori | 47’ Kruppke |

| Arbitro: | Strampe |

|               |           |                    |
| Weißhaupt 74’ | Marcatori | 49’ Rösler 62’ Xie |

| Arbitro: | Trautmann |

|                         |           |             |
| Scherz 17’ Springer 89’ | Marcatori | 40’ Bärwolf |

| Arbitro: | Weber |

|                                      |           |            |
| Kullig 44’ Weißhaupt 52’ Bärwolf 86’ | Marcatori | 77’ Broich |

| Arbitro: | Stachowiak |

|              |           |                           |
| Labbadia 44’ | Marcatori | 81’ Weißhaupt 87’ Bärwolf |

| Arbitro: | Lange |

|                    |           |            |
| Bärwolf 51’ (rig.) | Marcatori | 26’ Ebbers |

| Arbitro: | Stark |

|                                           |           |             |
| Ivanović 25’, 75’ Spizak 85’ Pflipsen 90’ | Marcatori | 80’ Türkmen |

| Arbitro: | Sippel |

|             |           |                                            |
| Bärwolf 70’ | Marcatori | 4’ Kryszałowicz 16’ Wiedener 46’ Guié-Mien |

| Arbitro: | Marks |

|           |           |  |
| Sopić 40’ | Marcatori |  |

| Arbitro: | Trautmann |

|            |           |                            |
| Braham 59’ | Marcatori | 21’, 34’ Zandi 63’ Bärwolf |

| Arbitro: | Weber |

|                                   |           |                   |
| Schweißing 66’ Bärwolf 86’ (rig.) | Marcatori | 44’ (aut.) Kullig |

| Arbitro: | Schalk |

|                                  |           |           |
| Molata 17’ Baumgart 65’ Fiél 81’ | Marcatori | 44’ Zandi |

| Arbitro: | Kammerer |

|            |           |                                    |
| Kullig 30’ | Marcatori | 52’ Voronin 78’ Thurk 80’ Azaouagh |

| Arbitro: | Koop |

|                         |           |             |
| Kowalik 64’ Hoersen 88’ | Marcatori | 75’ Thioune |

#### Girone di ritorno
| Arbitro: | Otte |

|                                         |           |          |
| Arens 7’ (aut.) Radulović 45’ Catic 55’ | Marcatori | 9’ Zandi |

| Lubecca 2 febbraio 2003, ore 15:00 CET 19ª giornata | Lubecca | 0 – 0 referto | Reutlingen | Stadion an der Lohmühle (5 000 spett.)\| Arbitro: \| Brych \| |
| Arbitro:                                            | Brych   |               |            |                                                               |

| Arbitro: | Kemmling |

|                       |           |  |
| N'Diaye 10’ Chris 29’ | Marcatori |  |

| Arbitro: | Fleischer |

|                     |           |  |
| Zandi 51’ Kunze 89’ | Marcatori |  |

| Arbitro: | Marks |

|                          |           |             |
| Rösler 24’ Reisinger 29’ | Marcatori | 55’ Kruppke |

| Arbitro: | Keßler |

|           |           |           |
| Zandi 76’ | Marcatori | 82’ Kioyo |

| Burghausen 9 marzo 2003, ore 15:00 CET 24ª giornata | Wacker Burghausen | 0 – 0 referto | Lubecca | Wacker-Arena (5 600 spett.)\| Arbitro: \| Frank \| |
| Arbitro:                                            | Frank             |               |         |                                                    |

| Arbitro: | Schalk |

|                          |           |  |
| Türkmen 9’ Scharping 65’ | Marcatori |  |

| Arbitro: | Weiner |

|          |           |  |
| Gruev 5’ | Marcatori |  |

| Arbitro: | Schmidt |

|                  |           |  |
| Kruppke 14’, 74’ | Marcatori |  |

| Arbitro: | Albrecht |

|                                        |           |               |
| Jones 10’ Skela 57’ (rig.) Beierle 66’ | Marcatori | 37’ Scharping |

| Arbitro: | Koop |

|                                                |           |          |
| Plaßhenrich 27’, 62’ Scharping 75’ Kruppke 87’ | Marcatori | 5’ Ipoua |

| Arbitro: | Walz |

|                                             |           |             |
| Scharping 42’ Kullig 45’ (rig.) Bärwolf 88’ | Marcatori | 59’ Peković |

| Arbitro: | Sippel |

|                    |           |           |
| Mazingu-Dinzey 52’ | Marcatori | 64’ Hasse |

| Arbitro: | Jansen |

|  |           |              |
|  | Marcatori | 52’ Baumgart |

| Arbitro: | Fröhlich |

|                                                       |           |               |
| Voronin 34’ (rig.) Babatz 45’ Bódog 51’, 66’ Rose 90’ | Marcatori | 27’ Weißhaupt |

| Arbitro: | Weber |

|                               |           |          |
| Scharping 6’ Thioune 16’, 39’ | Marcatori | 59’ Kern |

### Coppa di Germania
| Arbitro: | Frank |

|                         |           |                                     |
| Kruppke 60’ Bärwolf 87’ | Marcatori | 7’ Voss 54’ (rig.) Zeyer 117’ Bönig |

## Statistiche

### Statistiche di squadra
| Competizione      | Punti | In casa | In casa | In casa | In casa | In casa | In casa | In trasferta | In trasferta | In trasferta | In trasferta | In trasferta | In trasferta | Totale | Totale | Totale | Totale | Totale | Totale | DR |
| Competizione      | Punti | G       | V       | N       | P       | Gf      | Gs      | G            | V            | N            | P            | Gf           | Gs           | G      | V      | N      | P      | Gf     | Gs     | DR |
| ----------------- | ----- | ------- | ------- | ------- | ------- | ------- | ------- | ------------ | ------------ | ------------ | ------------ | ------------ | ------------ | ------ | ------ | ------ | ------ | ------ | ------ | -- |
| 2. Bundesliga     | 44    | 17      | 10      | 3       | 4       | 33      | 16      | 17           | 3            | 2            | 12           | 18           | 34           | 34     | 13     | 5      | 16     | 51     | 50     | +1 |
| Coppa di Germania | -     | 1       | 0       | 0       | 1       | 2       | 3       | 0            | 0            | 0            | 0            | 0            | 0            | 1      | 0      | 0      | 1      | 2      | 3      | -1 |
| Totale            | 44    | 18      | 10      | 3       | 5       | 35      | 19      | 17           | 3            | 2            | 12           | 18           | 34           | 35     | 13     | 5      | 17     | 53     | 53     | 0  |

### Andamento in campionato
| Giornata  | 1 | 2 | 3 | 4 | 5 | 6 | 7 | 8 | 9 | 10 | 11 | 12 | 13 | 14 | 15 | 16 | 17 | 18 | 19 | 20 | 21 | 22 | 23 | 24 | 25 | 26 | 27 | 28 | 29 | 30 | 31 | 32 | 33 | 34 |
| --------- | - | - | - | - | - | - | - | - | - | -- | -- | -- | -- | -- | -- | -- | -- | -- | -- | -- | -- | -- | -- | -- | -- | -- | -- | -- | -- | -- | -- | -- | -- | -- |
| Luogo     | C | T | C | T | C | T | C | T | C | T  | C  | T  | T  | C  | T  | C  | T  | T  | C  | T  | C  | T  | C  | T  | C  | T  | C  | T  | C  | C  | T  | C  | T  | C  |
| Risultato | V | V | V | P | P | P | V | V | N | P  | P  | P  | V  | V  | P  | P  | P  | P  | N  | P  | V  | P  | N  | N  | V  | P  | V  | P  | V  | V  | N  | P  | P  | V  |
| Posizione | 6 | 4 | 1 | 2 | 5 | 8 | 7 | 3 | 4 | 7  | 10 | 10 | 10 | 5  | 9  | 10 | 10 | 11 | 10 | 11 | 11 | 11 | 11 | 11 | 11 | 11 | 9  | 10 | 9  | 8  | 8  | 10 | 11 | 11 |

Legenda:

Luogo: C = Casa; T = Trasferta. Risultato: V = Vittoria; N = Pareggio; P = Sconfitta.

### Statistiche dei giocatori
| Giocatore      | 2. Bundesliga | 2. Bundesliga | 2. Bundesliga | 2. Bundesliga | Coppa di Germania | Coppa di Germania | Coppa di Germania | Coppa di Germania | Totale   | Totale | Totale      | Totale     |
| Giocatore      | Presenze      | Reti          | Ammonizioni   | Espulsioni    | Presenze          | Reti              | Ammonizioni       | Espulsioni        | Presenze | Reti   | Ammonizioni | Espulsioni |
| -------------- | ------------- | ------------- | ------------- | ------------- | ----------------- | ----------------- | ----------------- | ----------------- | -------- | ------ | ----------- | ---------- |
| K. Achilles    | 9             | 0             | 2             | 0             | 0                 | 0                 | 0                 | 0                 | 9        | 0      | 2           | 0          |
| B. Arens       | 13            | 0             | 2             | 0             | 0                 | 0                 | 0                 | 0                 | 13       | 0      | 2           | 0          |
| D. Bärwolf     | 28            | 11            | 8             | 1             | 1                 | 1                 | 0                 | 0                 | 29       | 12     | 8           | 1          |
| T. Cassel      | 1             | 0             | 0             | 0             | 0                 | 0                 | 0                 | 0                 | 1        | 0      | 0           | 0          |
| H. Hasse       | 11            | 2             | 2             | 0             | 1                 | 0                 | 1                 | 0                 | 12       | 2      | 3           | 0          |
| D. Kruppke     | 29            | 5             | 3             | 0             | 1                 | 1                 | 1                 | 0                 | 30       | 6      | 4           | 0          |
| M. Kullig      | 33            | 3             | 3             | 0             | 1                 | 0                 | 0                 | 0                 | 34       | 3      | 3           | 0          |
| M. Kunze       | 20            | 1             | 2             | 0             | 1                 | 0                 | 0                 | 0                 | 21       | 1      | 2           | 0          |
| M. Laaser      | 27            | 0             | 2             | 1             | 1                 | 0                 | 0                 | 0                 | 28       | 0      | 2           | 1          |
| F. Mbidzo      | 25            | 1             | 0             | 0             | 1                 | 0                 | 0                 | 0                 | 26       | 1      | 0           | 0          |
| T. Mäkelmann   | 0             | 0             | 0             | 0             | 0                 | 0                 | 0                 | 0                 | 0        | 0      | 0           | 0          |
| T. Neumann     | 1             | 0             | 0             | 0             | 0                 | 0                 | 0                 | 0                 | 1        | 0      | 0           | 0          |
| O. Oberbeck    | 1             | 0             | 0             | 0             | 0                 | 0                 | 0                 | 0                 | 1        | 0      | 0           | 0          |
| H. Petersen    | 20            | 0             | 4             | 0             | 0                 | 0                 | 0                 | 0                 | 20       | 0      | 4           | 0          |
| R. Plaßhenrich | 31            | 2             | 5             | 0             | 0                 | 0                 | 0                 | 0                 | 31       | 2      | 5           | 0          |
| M. Przondziono | 8             | 0             | 2             | 0             | 1                 | 0                 | 0                 | 0                 | 9        | 0      | 2           | 0          |
| S. Rinal       | 8             | 0             | 0             | 0             | 0                 | 0                 | 0                 | 0                 | 8        | 0      | 0           | 0          |
| J. Scharping   | 30            | 7             | 2             | 1             | 0                 | 0                 | 0                 | 0                 | 30       | 7      | 2           | 1          |
| O. Schweißing  | 21            | 3             | 2             | 0             | 1                 | 0                 | 0                 | 0                 | 22       | 3      | 2           | 0          |
| D. Thioune     | 28            | 4             | 3             | 0             | 1                 | 0                 | 0                 | 0                 | 29       | 4      | 3           | 0          |
| I. Türkmen     | 28            | 2             | 5             | 0             | 1                 | 0                 | 0                 | 0                 | 29       | 2      | 5           | 0          |
| C. Wehlmann    | 1             | 0             | 1             | 0             | 0                 | 0                 | 0                 | 0                 | 1        | 0      | 1           | 0          |
| M. Weißhaupt   | 25            | 4             | 4             | 0             | 1                 | 0                 | 0                 | 0                 | 26       | 4      | 4           | 0          |
| M. Wilde       | 32            | 0             | 1             | 0             | 1                 | 0                 | 0                 | 0                 | 33       | 0      | 1           | 0          |
| K. Zaborowski  | 1             | 0             | 0             | 0             | 0                 | 0                 | 0                 | 0                 | 1        | 0      | 0           | 0          |
| M. Zallmann    | 16            | 0             | 2             | 1             | 0                 | 0                 | 0                 | 0                 | 16       | 0      | 2           | 1          |
| F. Zandi       | 25            | 6             | 4             | 0             | 1                 | 0                 | 1                 | 0                 | 26       | 6      | 5           | 0          |